# Congresso nazionale dell'Argentina
Il Congresso nazionale della Repubblica Argentina (in spagnolo: Congreso de la Nación Argentina) è il parlamento bicamerale della Repubblica Argentina, ed è composto dalla Camera dei deputati e dal Senato per un totale di 329 membri.
La sede del Congresso nazionale è l'omonimo palazzo situato sull'Avenida de Mayo, a Buenos Aires.

## Storia
Dopo il colpo di Stato del 1976, durante il processo di riorganizzazione nazionale, le funzioni del Congresso Nazionale venivano espletate dalla Commissione Legislativa Provvisoria, composta dagli ufficiali delle forze armate argentine.